# 임베디드 시스템 모듈

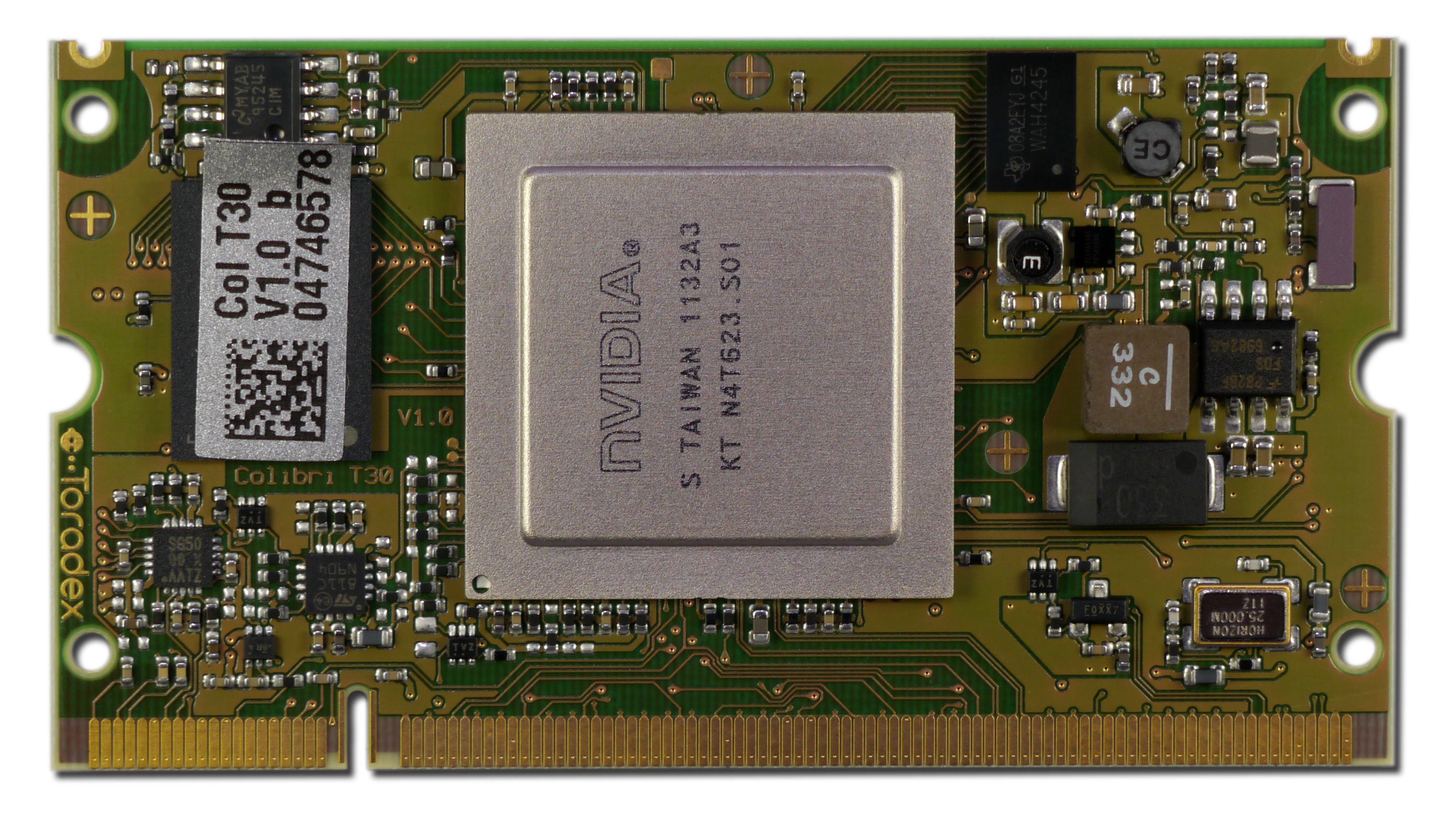
엔비디아 토라덱스 콜리브리 T30 컴퓨터 온 모듈 (시스템 온 칩) 보드

임베디드 시스템 모듈(Embedded System Module, ESM)은 소형 컴퓨터 온 모듈 (COM) 표준이다. ESM 모듈은 일반적으로 CPU 프로세서, 메모리, 모듈별 I/O 인터페이스 및 여러 기본 전면 I/O 커넥터를 포함한다. 이들은 캐리어 보드에 연결하거나 독립형 프로세서 카드로 사용할 수 있다.
ESM 모듈이 캐리어에 연결된 경우, 보드 간 인터페이스로 표준 PCI 버스에 의존한다. 이 경우 두 개의 커넥터가 캐리어와 연결된다. "J1" 커넥터는 지정된 PCI 연결을 제공하는 반면, "J2" 커넥터는 ESM 모듈에서 캐리어로 I/O 신호를 전달하며, 캐리어는 모든 필요한 커넥터를 포함한다. J2의 신호 할당은 고정되어 있지 않지만, 64비트 PCI 버스 인터페이스를 위한 예약된 핀이 있음에도 불구하고 완전히 사용자 정의할 수 있다. "J3"이라는 세 번째 커넥터는 ESM 모듈에 전면 I/O가 없는 경우 추가 I/O 신호에 사용된다. 이 커넥터의 신호 할당은 특정 I/O 기능 세트를 지원하도록 고정되어 있다.
ESM의 I/O 기능 대부분은 온보드 FPGA 부품(필드 프로그래머블 게이트 어레이)에 의해 제어되는 경우가 많으므로, 모든 모듈은 사용자 정의 기능을 통해 특정 애플리케이션에 쉽게 맞춤화될 수 있다. 이러한 기능은 반도체 IP 코어로 FPGA에 로드된다. FPGA를 사용하면 구식이 될 수 있는 특수 컨트롤러 칩에 대한 의존도도 줄여 카드 수명을 연장할 수 있다.
ESM은 일반적으로 CompactPCI 및 VME버스용 보드뿐만 아니라 임베디드 애플리케이션용 단일 보드 컴퓨터에 사용된다. 임베디드 컴퓨터 제조업체인 MEN Micro의 회사 표준은 ESM 개념과 다양한 유형의 모듈을 지정한다. ESM 사양은 인쇄 회로 기판의 하나의 폼 팩터를 정의한다: 149 × 71 mm (5.9 × 2.8 in).
프로세서 유형에 따라 대부분의 ESM 모듈에는 히트 싱크가 있으며, -40에서 +85°C까지의 넓은 온도 범위에서 작동할 수 있다.
ESM 모듈의 기계적 특성 중 하나는 커넥터가 PCI-104 모듈 표준과 호환된다는 점이다. 이러한 모듈은 추가 주변 인터페이스를 위해 ESM 모듈 위에 "쌓아" 사용할 수 있다.

## 같이 보기
- 컴퓨터 온 모듈
- ESMexpress
- 임베디드 시스템